# 圣科隆布 (吉伦特省)
圣科隆布（法語：Sainte-Colombe，法語發音：[sɛ̃t kɔlɔ̃b] ⓘ）是法国吉伦特省的一个市镇，属于利布尔讷区。该市镇总面积4.06平方公里，2009年时的人口为442人。

## 人口
圣科隆布人口变化图示